# Toyota Previa

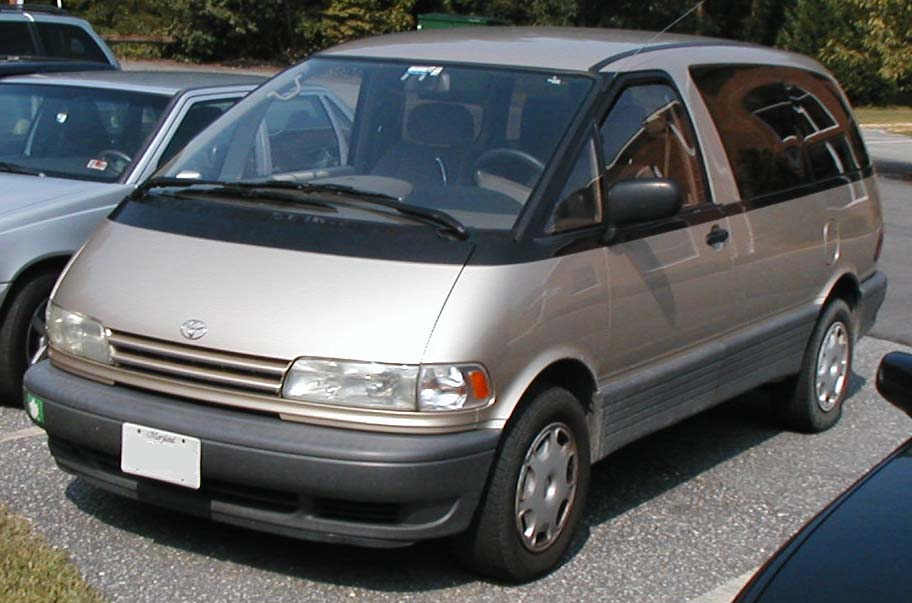
Första generationen Toyota Previa.

Toyota Previa är en minibuss som tillverkas av Toyota sedan 1990. Första generationen som tillverkades mellan 1990 och 2000 var mycket avancerad för sin tid. Denna hade mittmotor placerad under föraren och passageraren med drivning på bakhjulen och endast en sidobakdörr (skjutdörr). Till skillnad mot föregångaren Model F var motorn näst intill liggande monterad (i 75 graders lutning) och placerad längre fram. Det fanns därför en utvändig motorhuv där man kunde komma åt generator, vattenpump m.m., medan andra servicepunkter kunde nås genom en servicelucka inne i kupén.
En ny modell med samma namn presenterades 2000. Denna andra generation har tvärställd frontmotor, framhjulsdrift för ökad framkomlighet och utrustades även med två skjutdörrar bak.
Första generationen hade en 2.4-liters bensinmotor på 132 hk försedd med kamkedja och var antingen försedda med 3- eller 4-stegs automatlådor eller 5-växlade manuella lådor. Vinterväghållningen var högst tveksam för denna generation. Annars var Previa bekväma långfärdsfordon. Bakaxelhaverier var vanliga p.g.a underdimensionering.[källa behövs] Utan fungerande AC värmde den underliggande motorn upp kupén till obekväma temperaturer sommartid. I den engelskspråkiga delen av världen såldes de även under namnet Estima som skiljde sig litet kosmetiskt, en del hade även mindre motorer. Andra generationen hade som sagt framhjulsdrift och en tvärställd 2,4-liters bensinmotor på 156 hästar försedd med kamrem. Båda generationerna kännetecknas av driftsäkra motorer på bästa Toyota-manér och tillverkades både i Japan och USA. 